# Iglesias (Italië)
Iglesias is een stad op Sardinië, Italië. De plaats ligt in het zuidwesten van het eiland in de provincie Zuid-Sardinië.
De stad werd in de 13de eeuw officieel gesticht door graaf Ugolino della Gherardesca toen de Pisanen de Romeinse mijnen weer gingen exploiteren. Hieruit werd waardevol metaal gehaald zoals zink, galeniet en zilver. De familie Della Gherardesca liet in Iglesias een kasteel en enkele kerken bouwen. Tegenwoordig zijn de mijnen vrijwel geheel uitgeput en is het grootste deel ervan gesloten. Iglesias richt zich nu vooral op het toerisme.
Niet ver van de stad ligt bij het gehucht Case Marganai de botanische tuin Linasia die een oppervlakte heeft van 9000 m2.
Aan de kust ligt de badplaats Masua die tot de gemeente Iglesias behoort. Hier ligt, op korte afstand van de kust het 132 meter hoge rotseiland Pan di Zucchero.

## Bezienswaardigheden
- Kathedraal "S. Chiara" (1288)
- Museo dell'Arte Mineraria (Mijnbouwmuseum)
- Pisaanse stadsmuur
- Botanische tuin "Linasia"

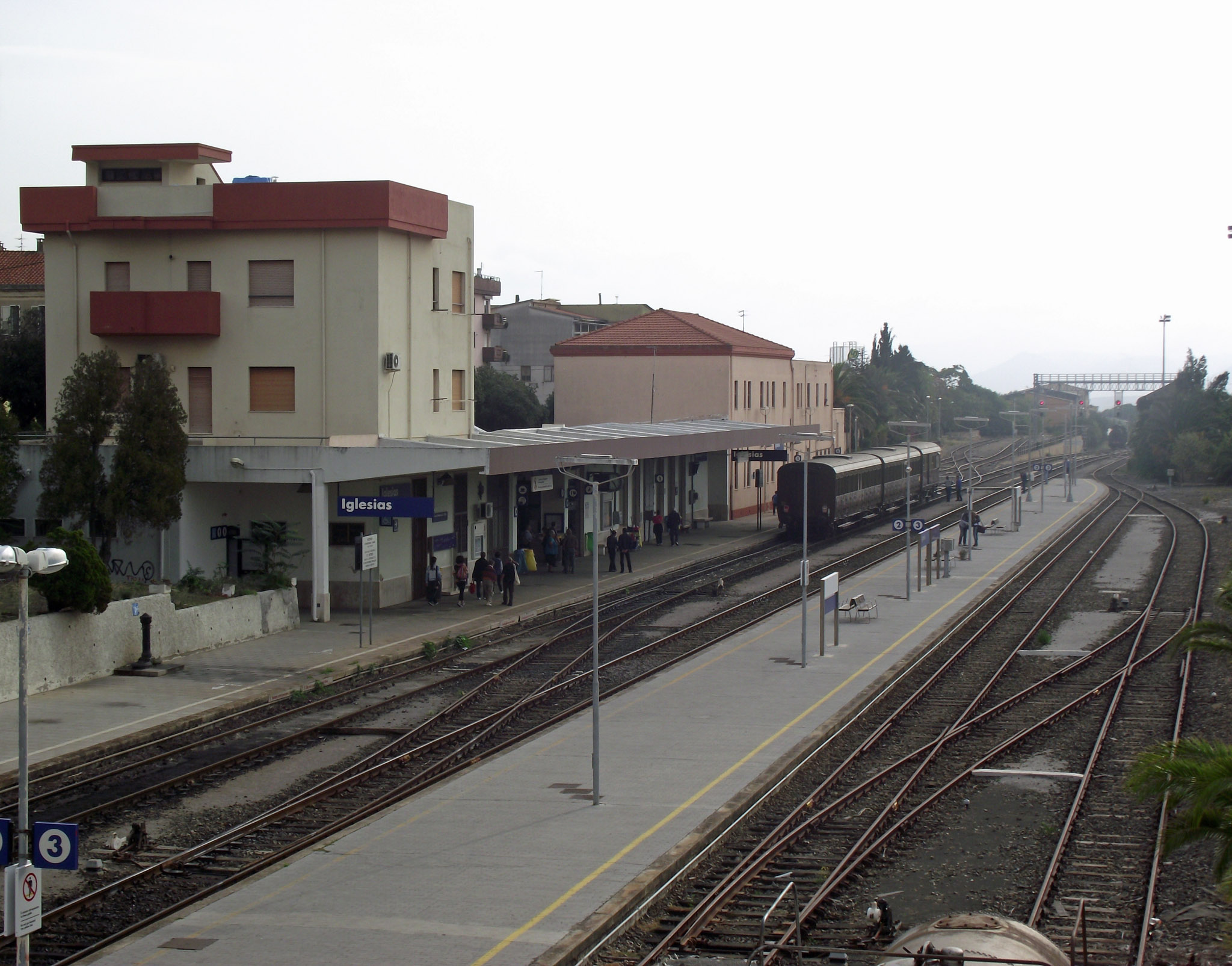
Station van Iglesias
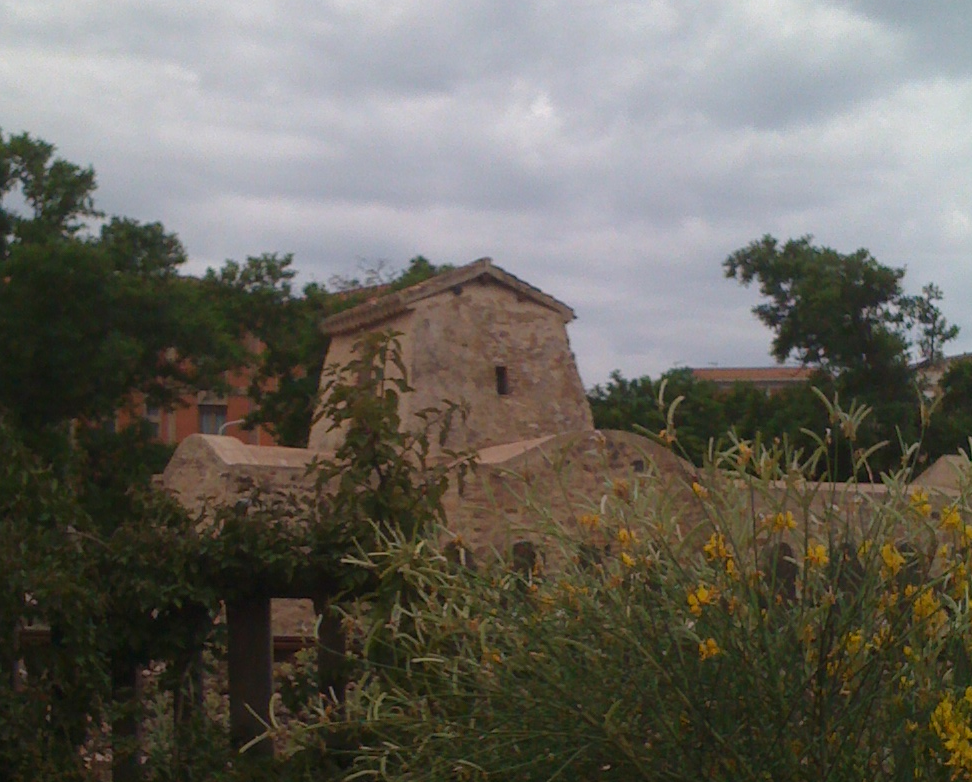
Kerk San Salvatore
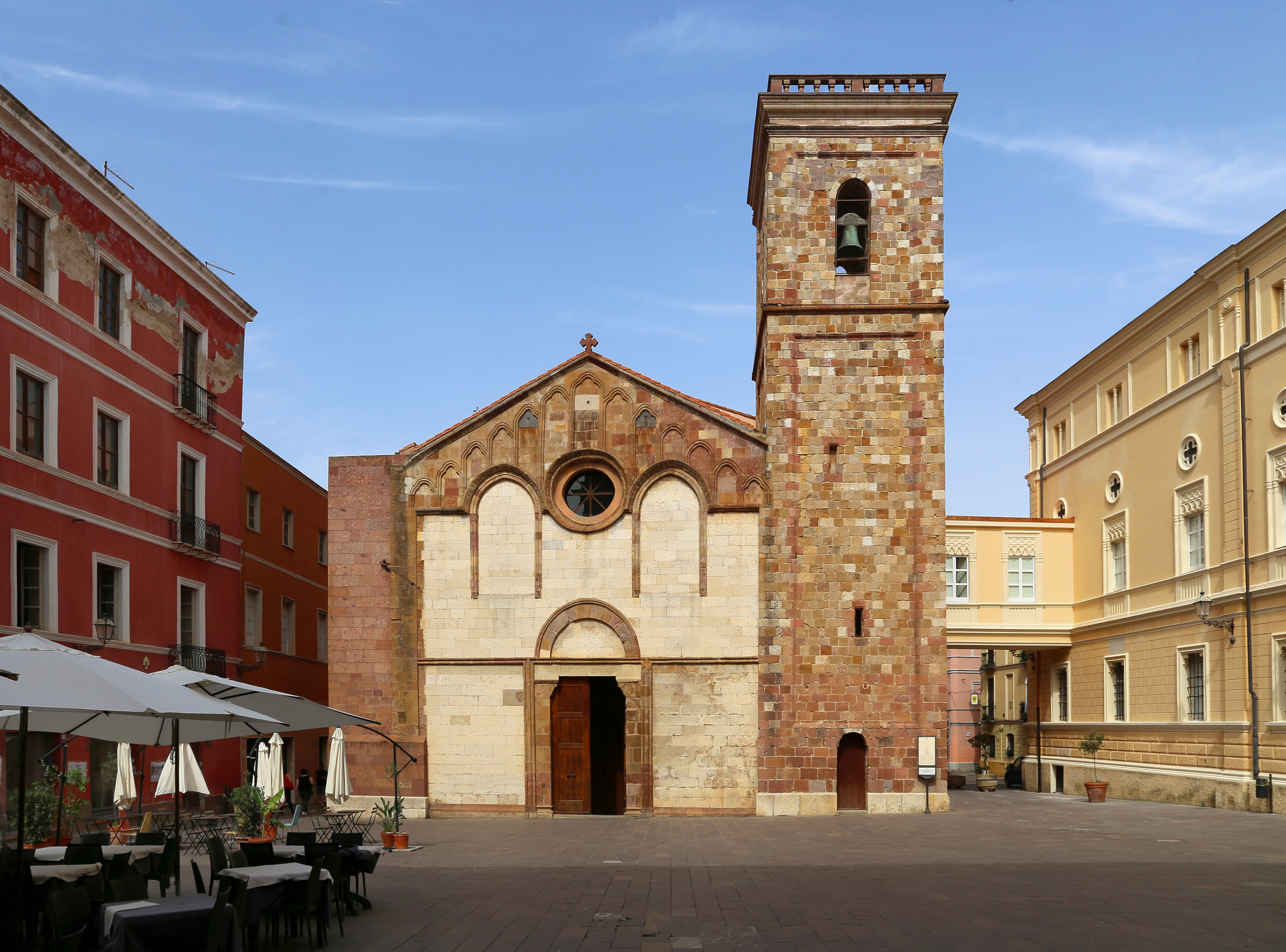
Kathedraal van Iglesias
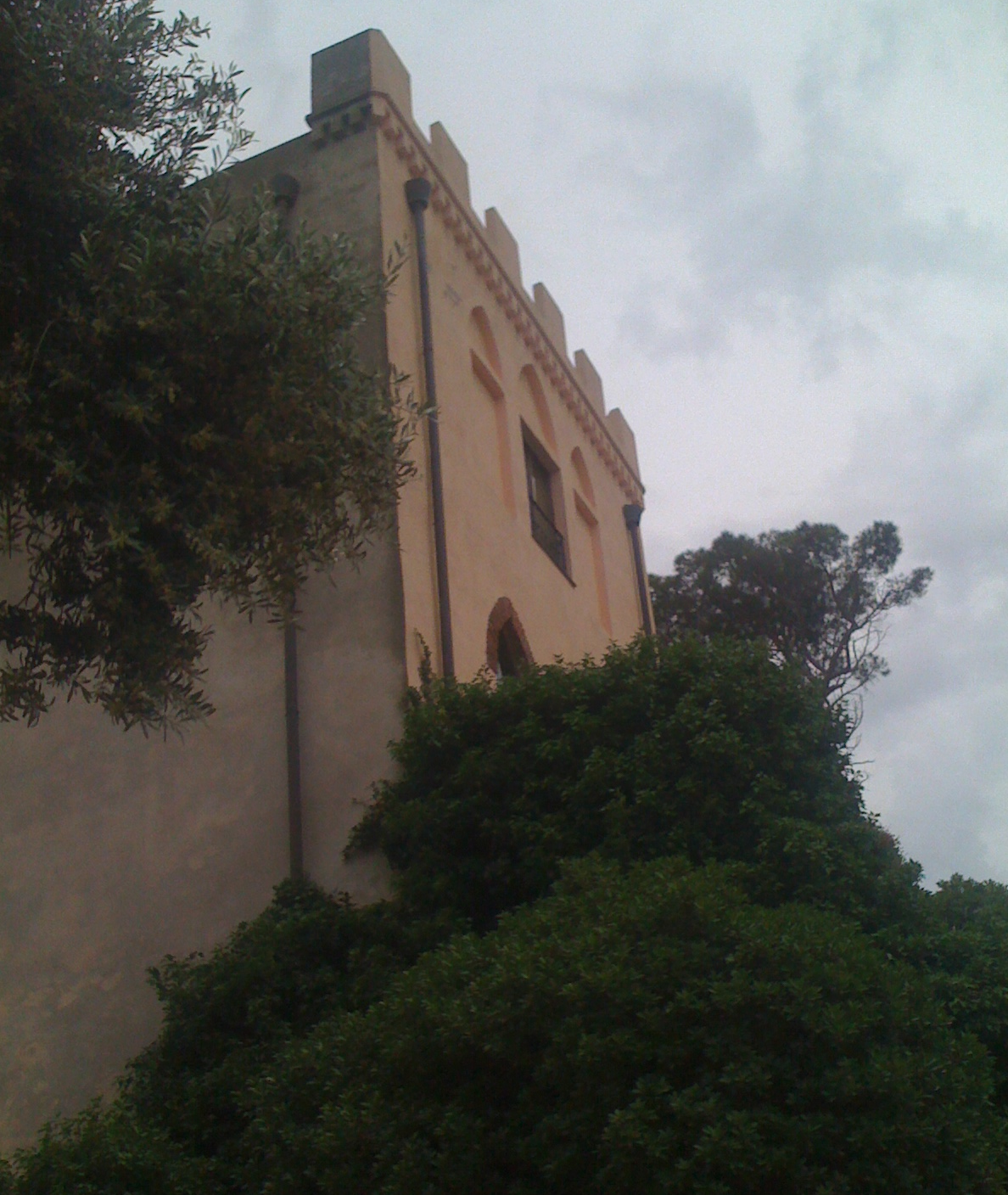
Kasteel van Salvaterra
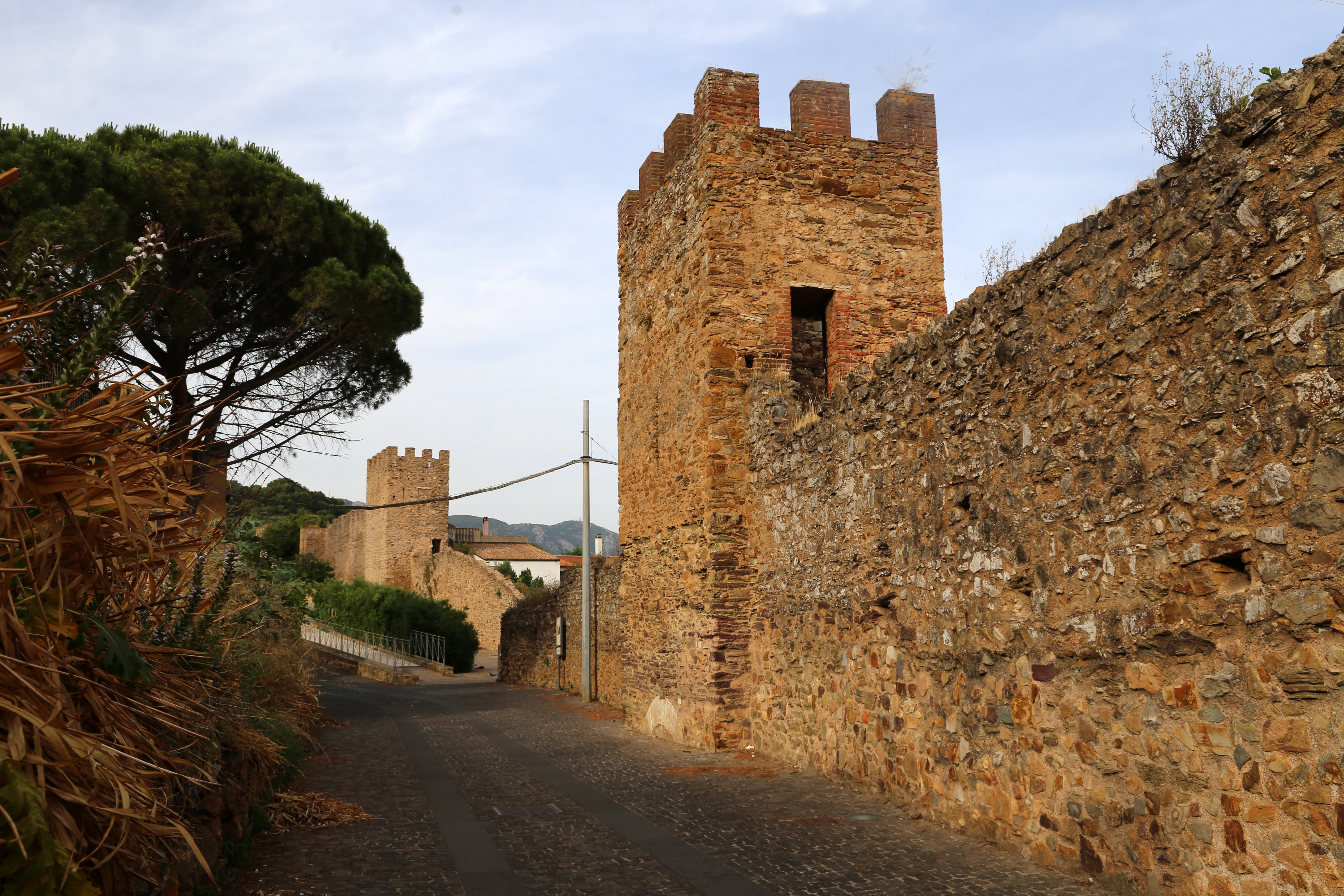
Stadsmuur van Iglesias
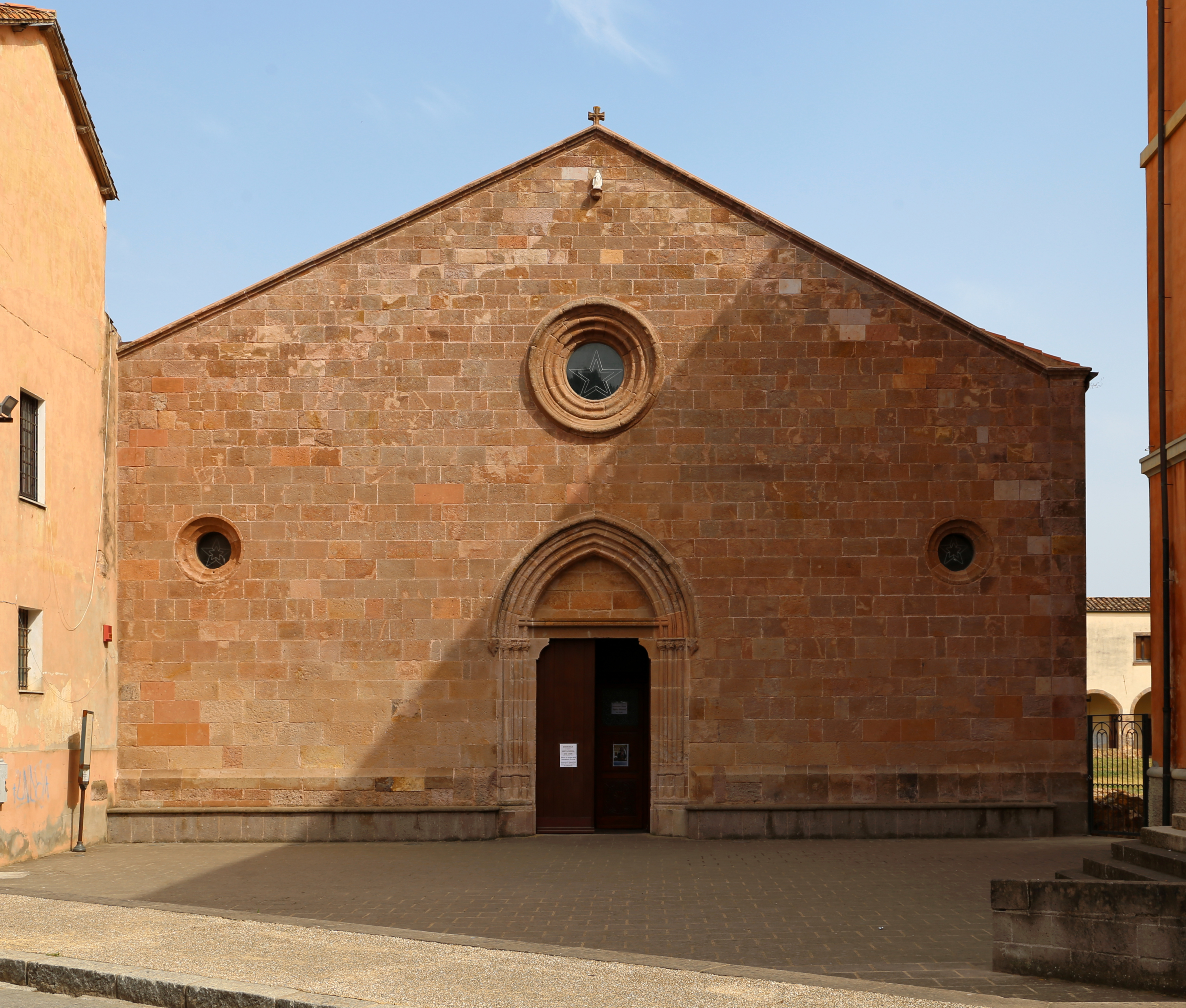
Kerk San Francesco
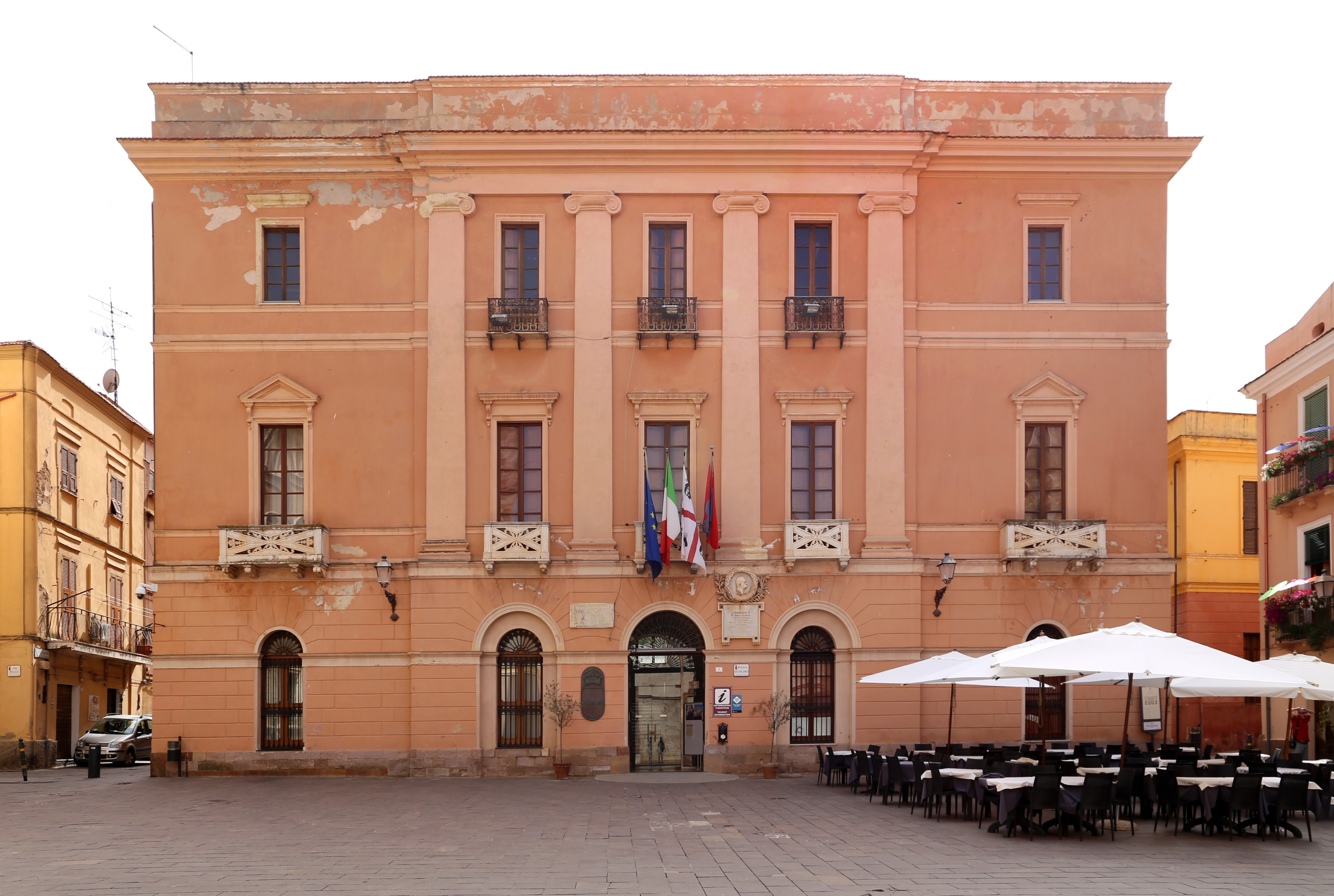
Raathe Gemeentehuis